# Веселовская, Александра Марианна
Александра Марианна Веселовская (пол. Aleksandra Marianna Wiesiołowska; ? — 14 сентября 1645) — супруга Кшиштофа Веселовского, государственного деятеля Великого княжества Литовского, маршалка великого литовского (в 1635—1637).

## Биография

Герб Янина

Представительница польского дворянского рода Собеских герба Янина, восходящего к XVI в., дочь польского магната, воеводы люблинского Марека Собеского (1549/50 — 1605) от первого брака с Ядвигой Снопковской.
Вышла замуж за тогда кравчего великого литовского Кшиштофа Веселовского.
Брак был бездетен. Супруги воспитали племянницу Александры приёмную дочь Гризельду Вадынскую, будущую жену Яна Станислава Сапеги, маршалка великого литовского (с 1621).
В 1634 году Александра Марианна вместе с мужем на свои средства основали костёл Благовещения Пресвятой Девы Марии и монастырь бригиток в Гродно.
После смерти мужа в 1637, Александра Марианна вступила в основанный ею монастырь, в котором служила в качестве настоятельницы.
В гродненском костёле Благовещения Пресвятой Девы Марии находился её портрет в одежде монашки, который ныне вместе с портретом мужа Кшиштофа Веселовского и приёмной дочери Гризельды Вадынской (Сапеги) хранится в коллекции Национального художественного музея Республики Беларусь в Минске.

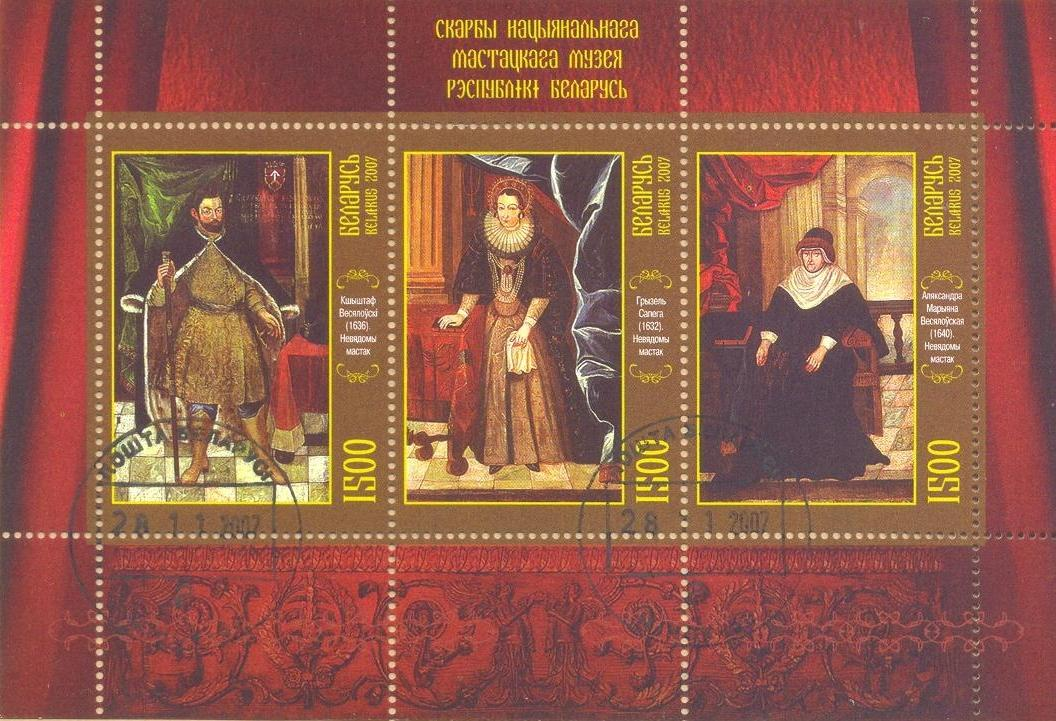
Портреты Кшиштофа Веселовского, Гризельды Вадынской (Сапеги) и Александры Марианны Веселовской (из Собеских) на почтовой марке Беларуси. 2007 г.